# گمینا وسوکا
گمینا وسوکا (به لهستانی:  Gmina Wysoka) یک گمینا در لهستان است که در شهرستان پیوا واقع شده‌است. گمینا وسوکا ۱۲۳٫۰۴ کیلومتر مربع مساحت و ۶٬۸۹۰ نفر جمعیت دارد.